# Planorboidea
Die Planorboidea sind eine Überfamilie der Wasserlungenschnecken (Basommatophora). Sie zeichnen sich unter anderem durch linksgewundene Gehäuse und durch lange dünne Fühler aus. Außerdem sprechen auch molekulargenetische Befunde für die enge Verwandtschaft dieser Gruppe.
Es gehören zwei auch in Mitteleuropa vorkommende Familien hierzu, die
- Tellerschnecken (Planorbidae)
- Blasenschnecken (Physidae)

Teilweise wurde den beiden Familien allerdings auch der Rang einer jeweils eigenen Überfamilie zugebilligt und die gemeinsame taxonomische Einheit dann auf die Ebene einer Teilordnung (Infraordo) Planorboinei (Planorboinei H. Nordsieck, 1993) angehoben.